# Grosourdya appendiculata
Grosourdya appendiculata là một loài thực vật có hoa trong họ Lan. Loài này được (Blume) Rchb.f. mô tả khoa học đầu tiên năm 1868.